# 保坂昌宏
保坂 昌宏（ほさか まさひろ、1964年3月8日 - ）は日本テレビグローバルビジネス局。東京都出身。趣味特技はドライブ、カメラ、海外旅行。

## 経歴
1987年に早稲田大学政経学部政治学科を卒業と同時に日テレのアナウンサーとして入社。同期に大杉君枝がいる。 1989年、『NNNきょうの出来事』の取材でベルリンの壁崩壊の模様を取材した。その時のエピソードを2007年11月9日放映『おもいッきりイイ!!テレビ』に出演し、語った。
近年では『24時間テレビ』チャリティー委員を務めている。

## 代表作

### テレビ
アナウンサー時代
- 「NNNきょうの出来事」（1991年10月 - 1996年9月） - サブキャスター

異動以降
- 「スッキリ!!」（2006年4月 - 2008年6月） - プロデューサー

### 映画
- 「平成狸合戦ぽんぽこ」（1994年） - キャスター